# Pont Moulay-Hassan
Pour les articles homonymes, voir Moulay Hassan.
Ne doit pas être confondu avec Pont Hassan-II.
Le pont Moulay-Hassan est un ancien pont du Maroc, qui reliait les villes de Rabat — capitale du pays — et Salé au-dessus de l'estuaire du Bouregreg, à environ 2 km de l'océan Atlantique. Il a fonctionné de 1957 à 2011 et a été remplacé par le pont Hassan-II, construit juste un peu en amont.  

## Histoire
Le pont Moulay-Hassan, dont le projet et le début de la construction remontent à la fin du protectorat français au Maroc, fut mis en service un peu plus d'un an après l'indépendance retrouvée. Sa construction, dont la faisabilité avait été étudiée sous la résidence générale d'Augustin Guillaume — qui s'acheva en juin 1954 — avec le concours des pachas de Rabat et de Salé, démarra en 1955. Le 2 juillet 1957, il fut inauguré par Mohammed V en présence de son fils Moulay Hassan (futur roi Hassan II), dont il a pris le nom.
Il a été fermé à la circulation sous le règne de Mohammed VI (fils de Hassan II), en mai 2011, une fois le pont Hassan-II mis en service, puis a été détruit en 2012,.

## Caractéristiques
Le pont Moulay-Hassan était un pont routier à un seul  tablier, supportant 2x2 voies et des trottoirs.